# توم ماكلولين
توم ماكلولين (بالإنجليزية: Tom McLaughlin)‏ (12 سبتمبر 1976 في الولايات المتحدة - ) هو لاعب كرة قدم أمريكي في مركز الهجوم. لعب مع نيو إنجلاند ريفولوشن وBoston Bulldogs (soccer) ‏.

## وصلات خارجية
- توم ماكلولين على موقع الدوري الأمريكي (الإنجليزية)
- توم ماكلولين على موقع قاعدة بيانات كرة القدم.إي يو (الإنجليزية)